# Alpi del Monviso
Le Alpi del Monviso (dette anche Alpi Cozie meridionali) sono una sottosezione delle Alpi Cozie, di cui costituiscono la parte più meridionale dal colle della Maddalena fino al colle della Croce, prendendo il nome dal Monviso, la vetta più alta e caratteristica della sezione.

## Delimitazione
Confinano:
- a nord con le Alpi del Monginevro (nella stessa sezione alpina e separate dal colle della Croce;
- ad est con la pianura padana;
- a sud con le Alpi Marittime (nelle Alpi Marittime e Prealpi di Nizza) e separate dal colle della Maddalena;
- a sud-ovest con le Alpi di Provenza (nelle Alpi e Prealpi di Provenza) e separate dal fiume Ubaye;
- a nord-ovest con i Monti orientali di Gap ed il Massiccio dell'Embrunais (nelle Alpi del Delfinato e separate dal fiume Durance.

Ruotando in senso orario i limiti geografici sono: Colle della Maddalena, torrente Ubayette, Valle dell'Ubaye, Lago di Serre-Ponçon, fiume Durance, torrente Guil, Colle della Croce, Val Pellice, Pianura Padana, Saluzzo, Cuneo, Valle Stura di Demonte, Colle della Maddalena.

## Suddivisione

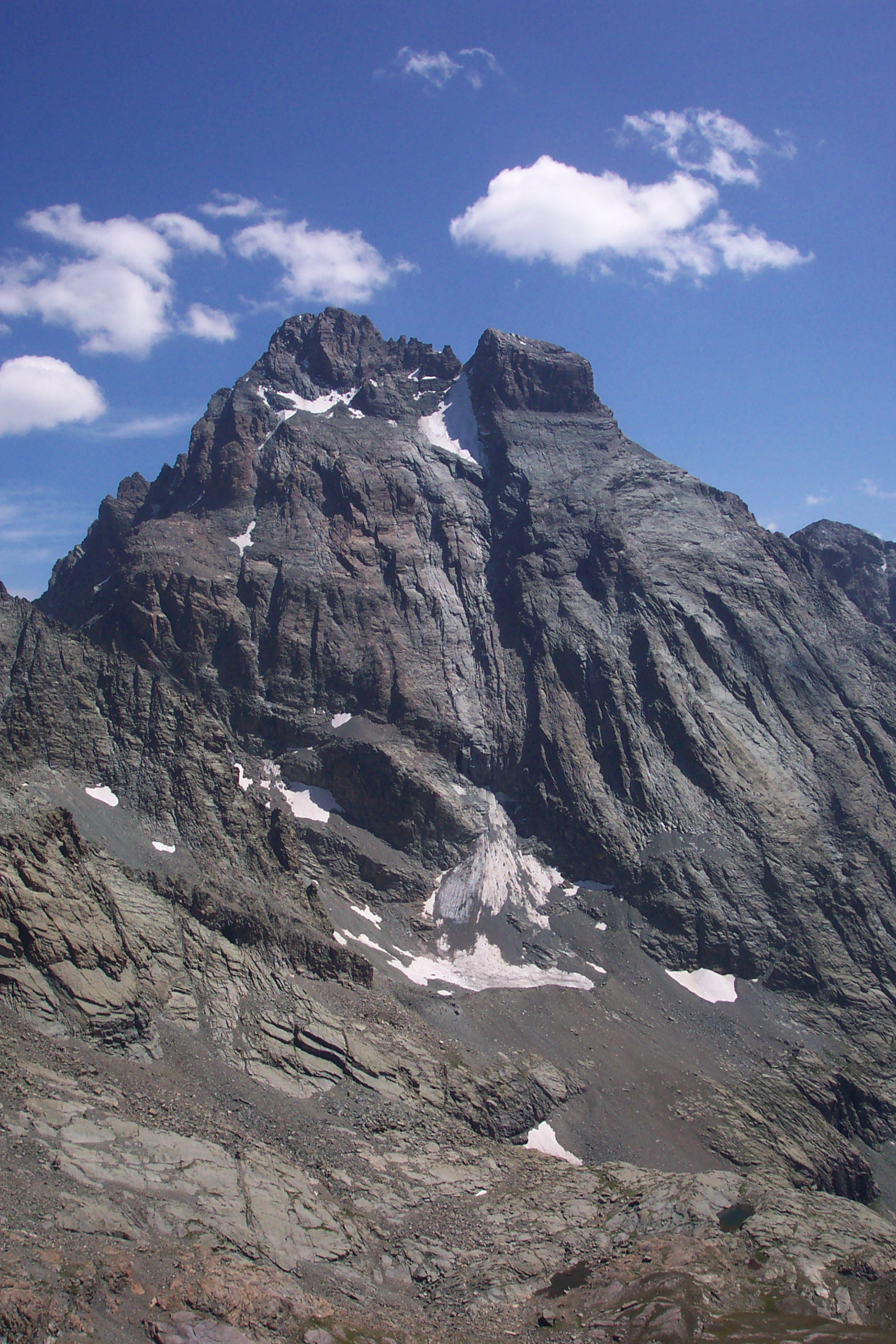
Versante ovest del Monviso.

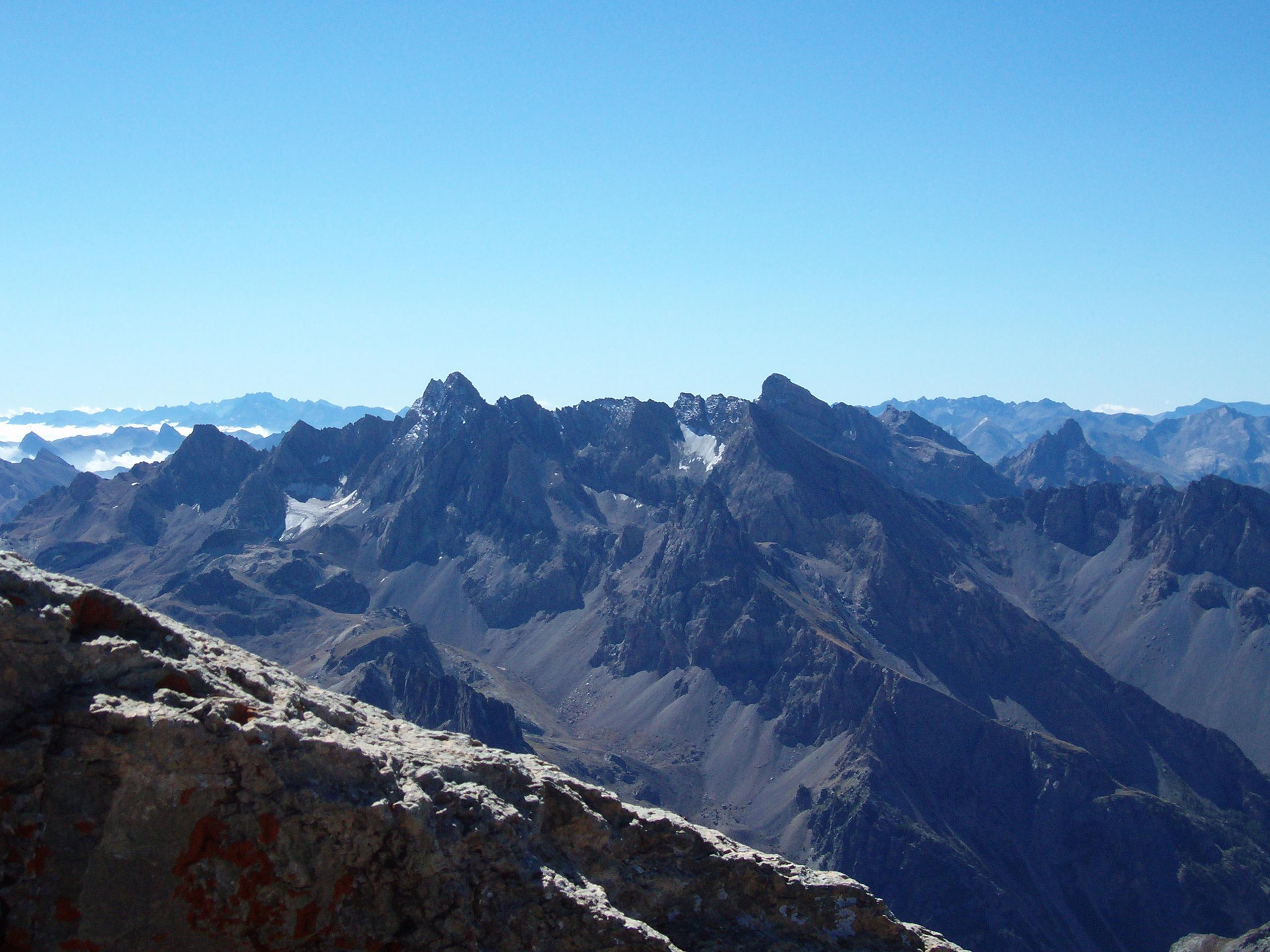
Auguille de Cambeyron

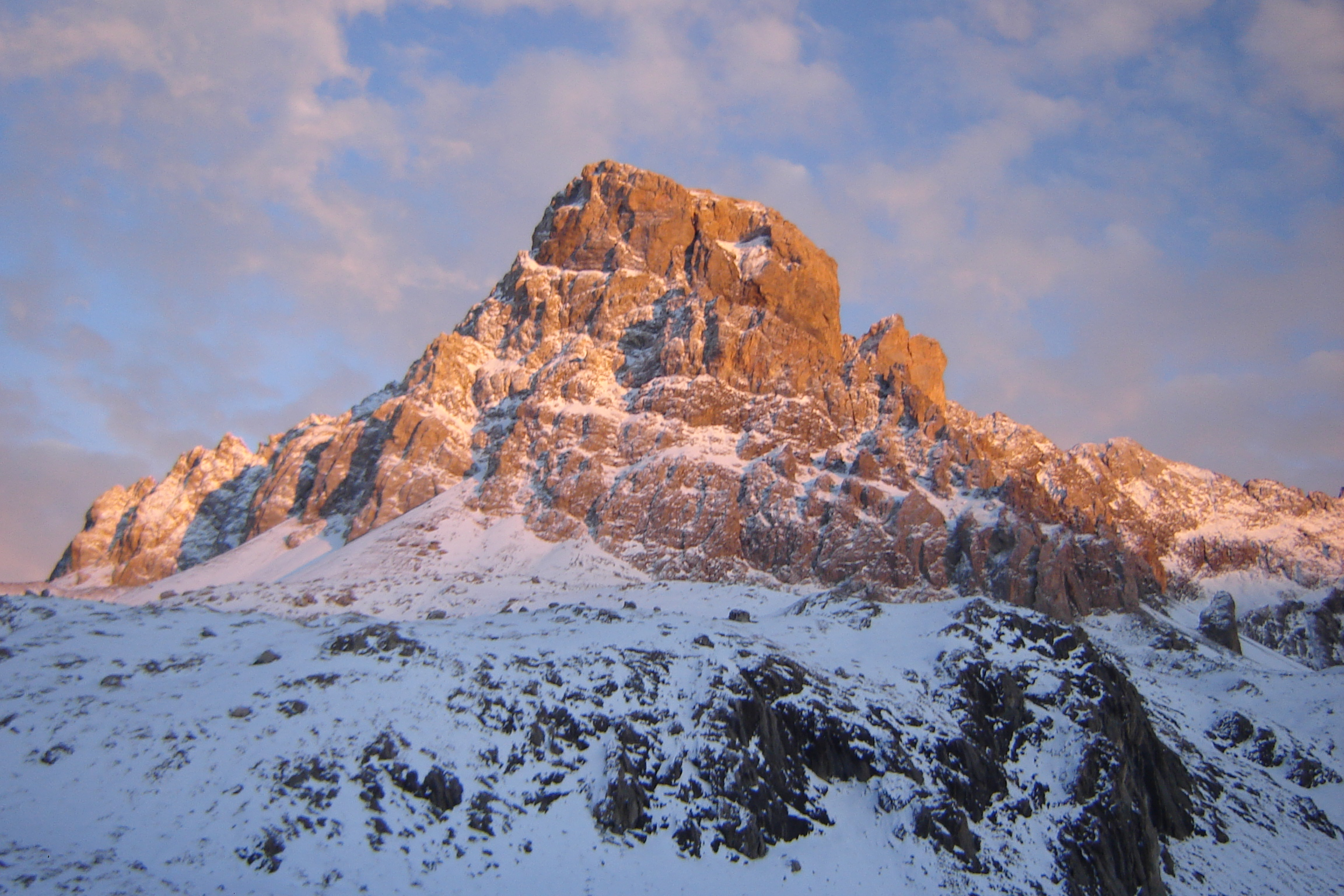
Brec de Chambeyron

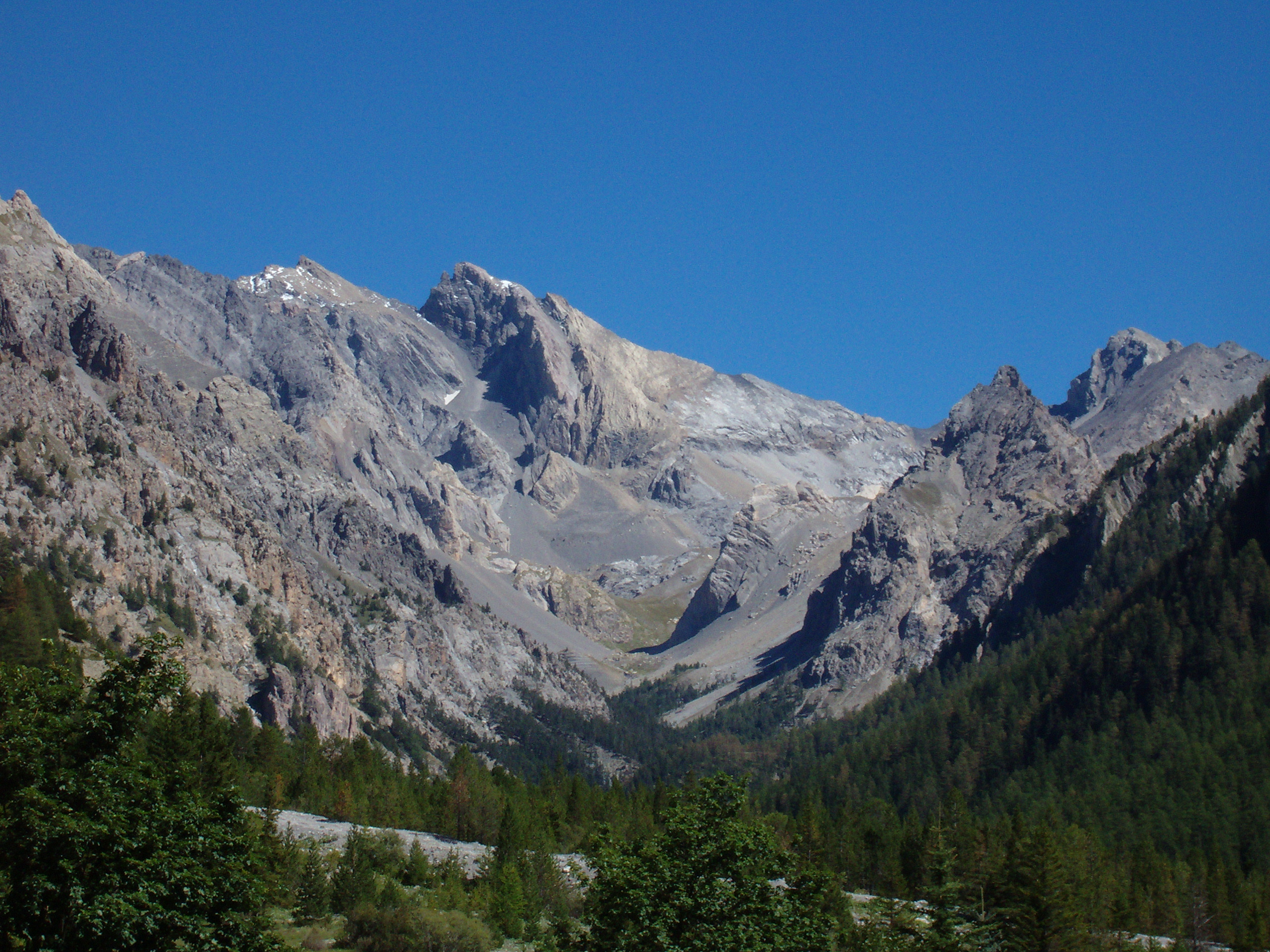
Pic de la Font Sancte

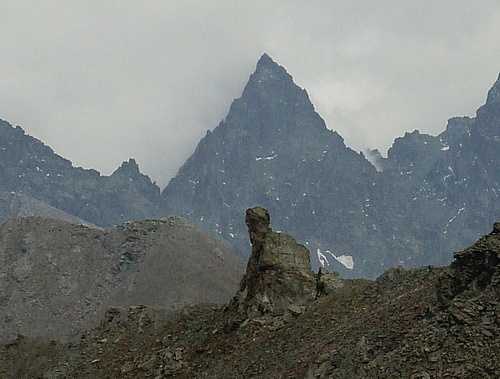
Visolotto

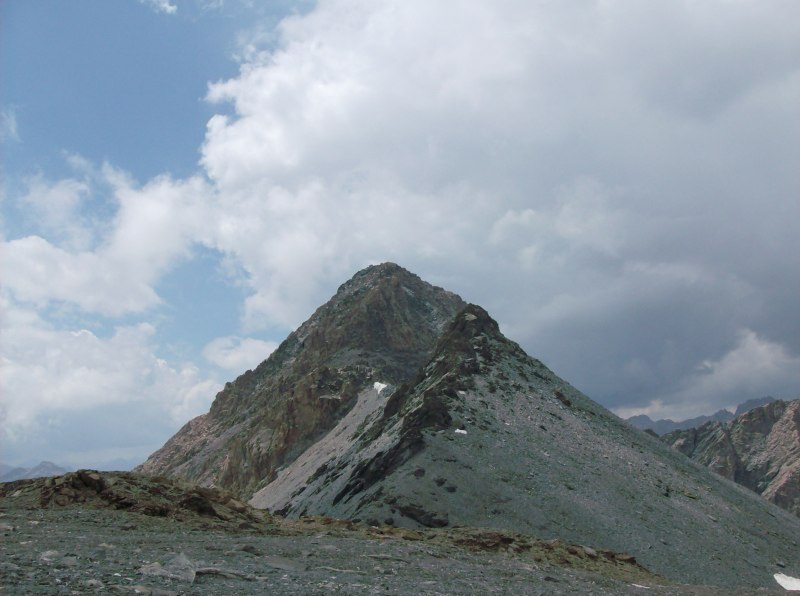
Cima Mongioia

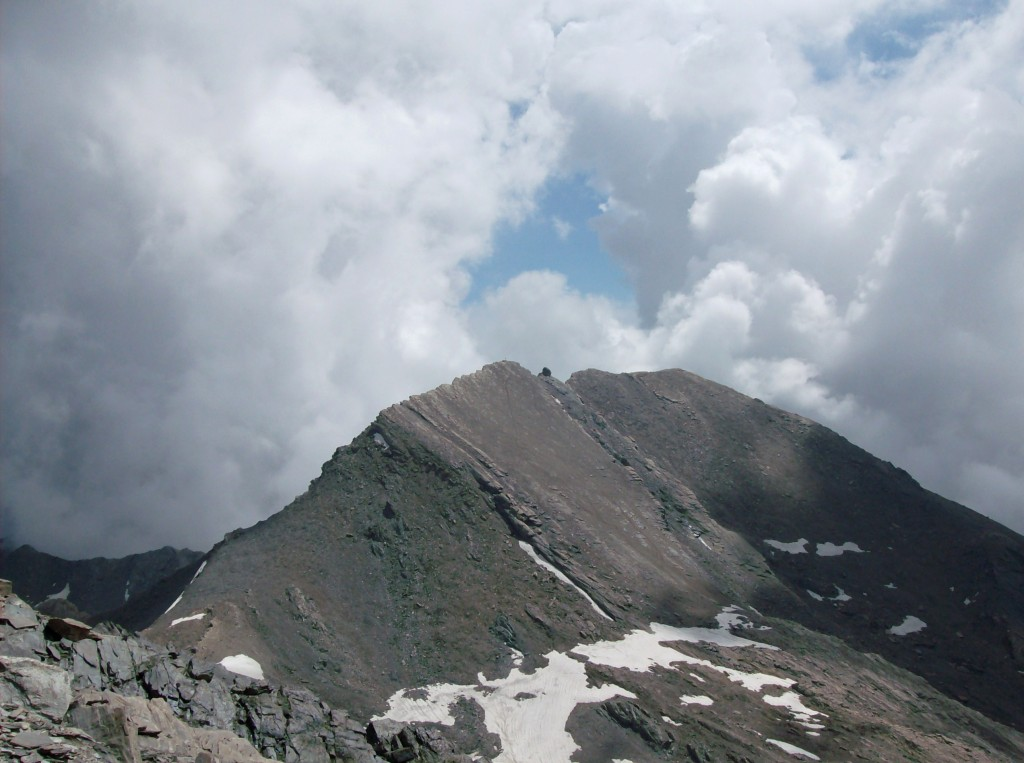
Monte Salza

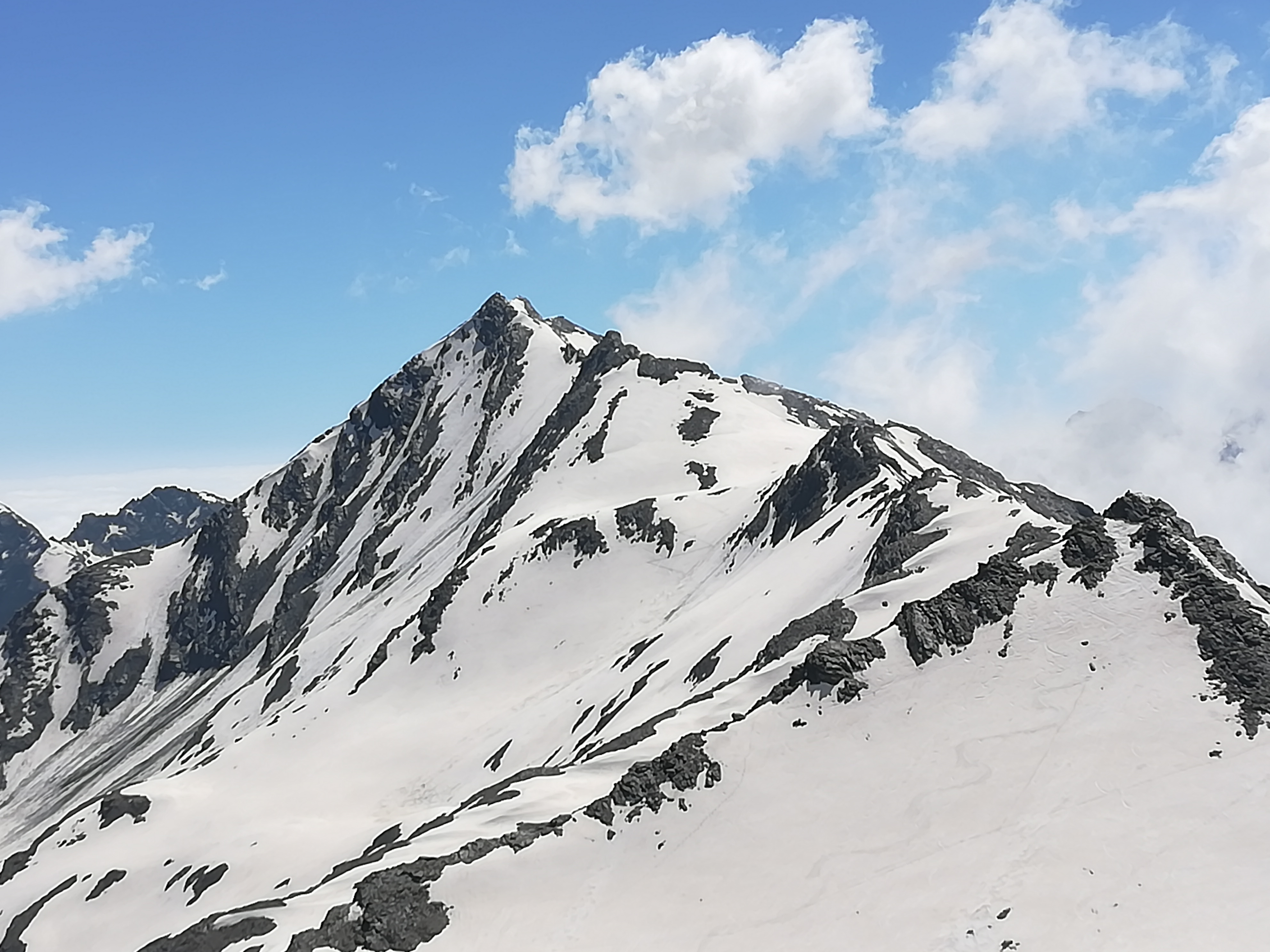
Monte Aiguillette

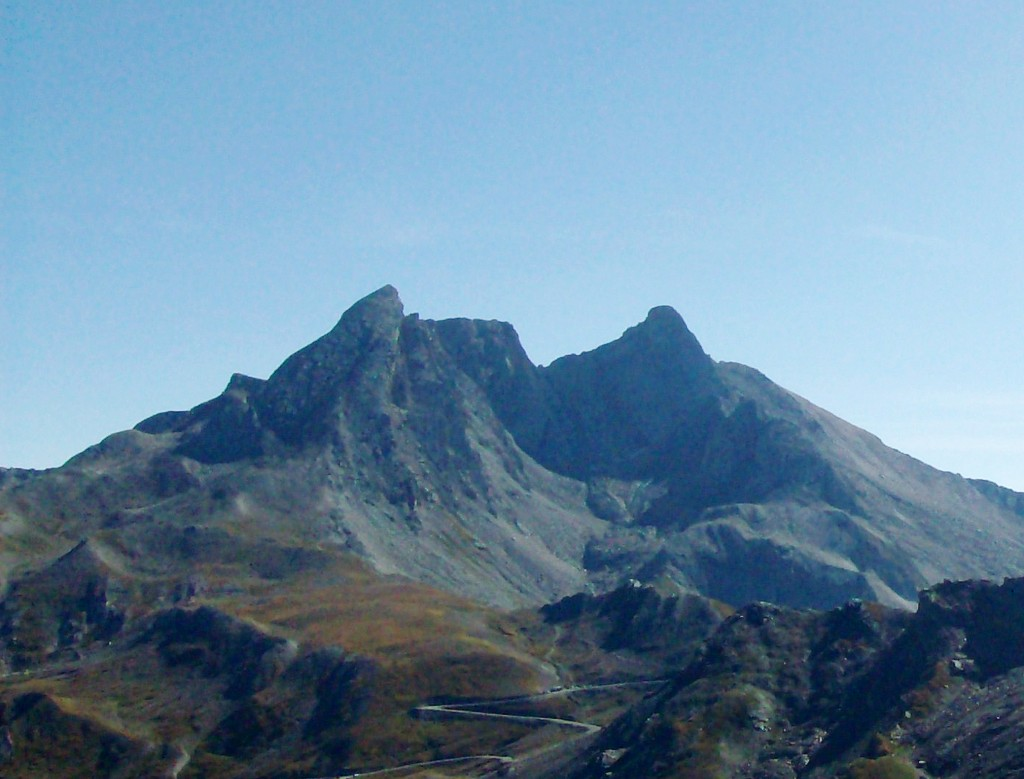
Pan di Zucchero e Pic d'Asti

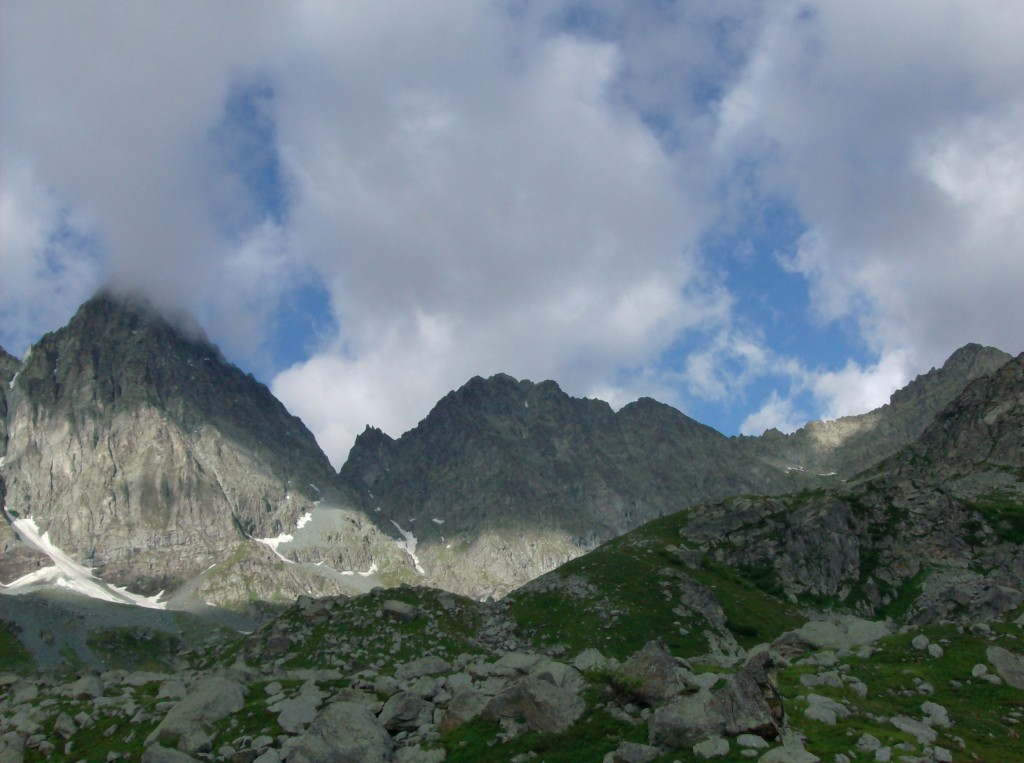
Punta Gastaldi

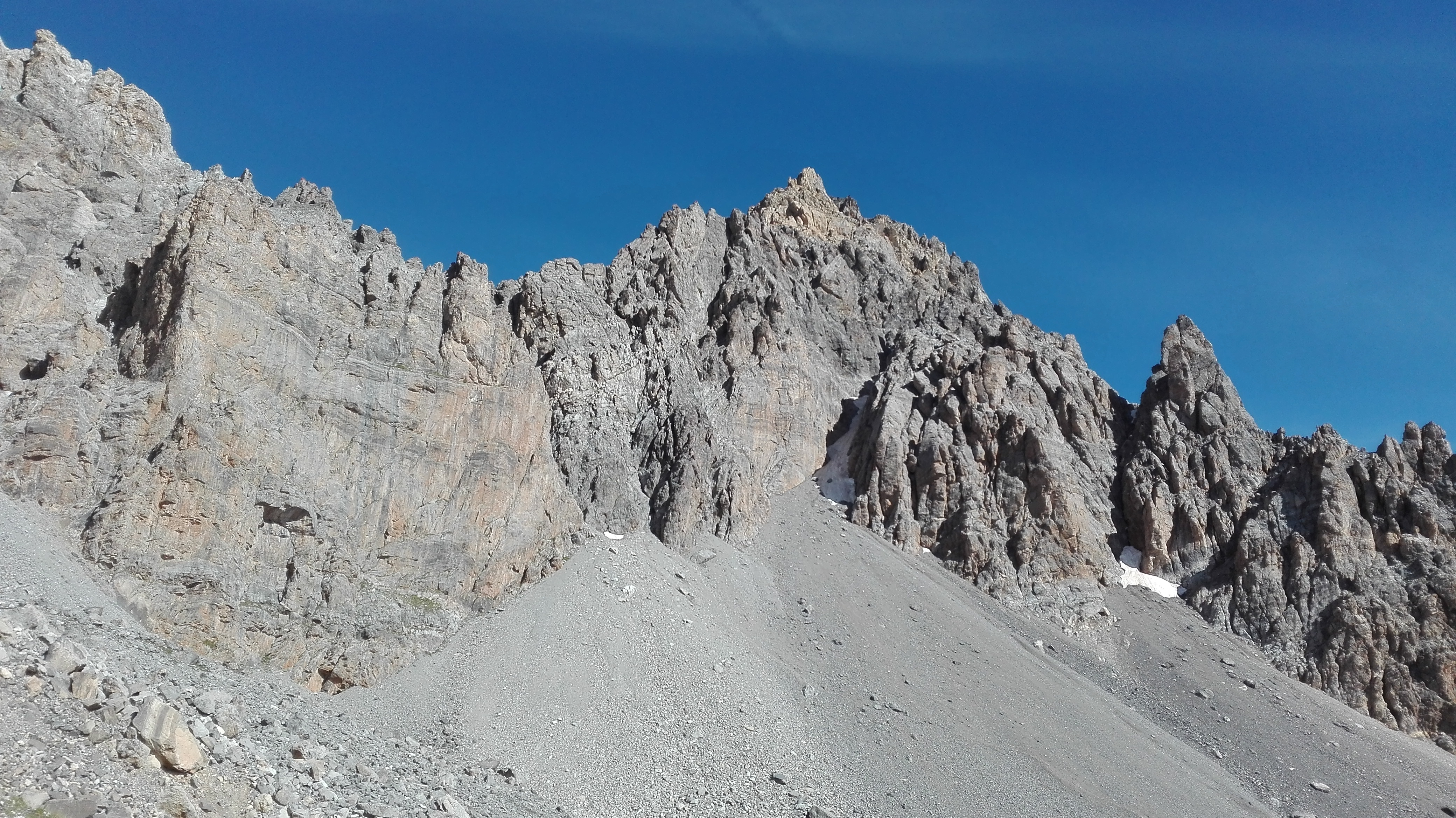
Buc de Nubiera

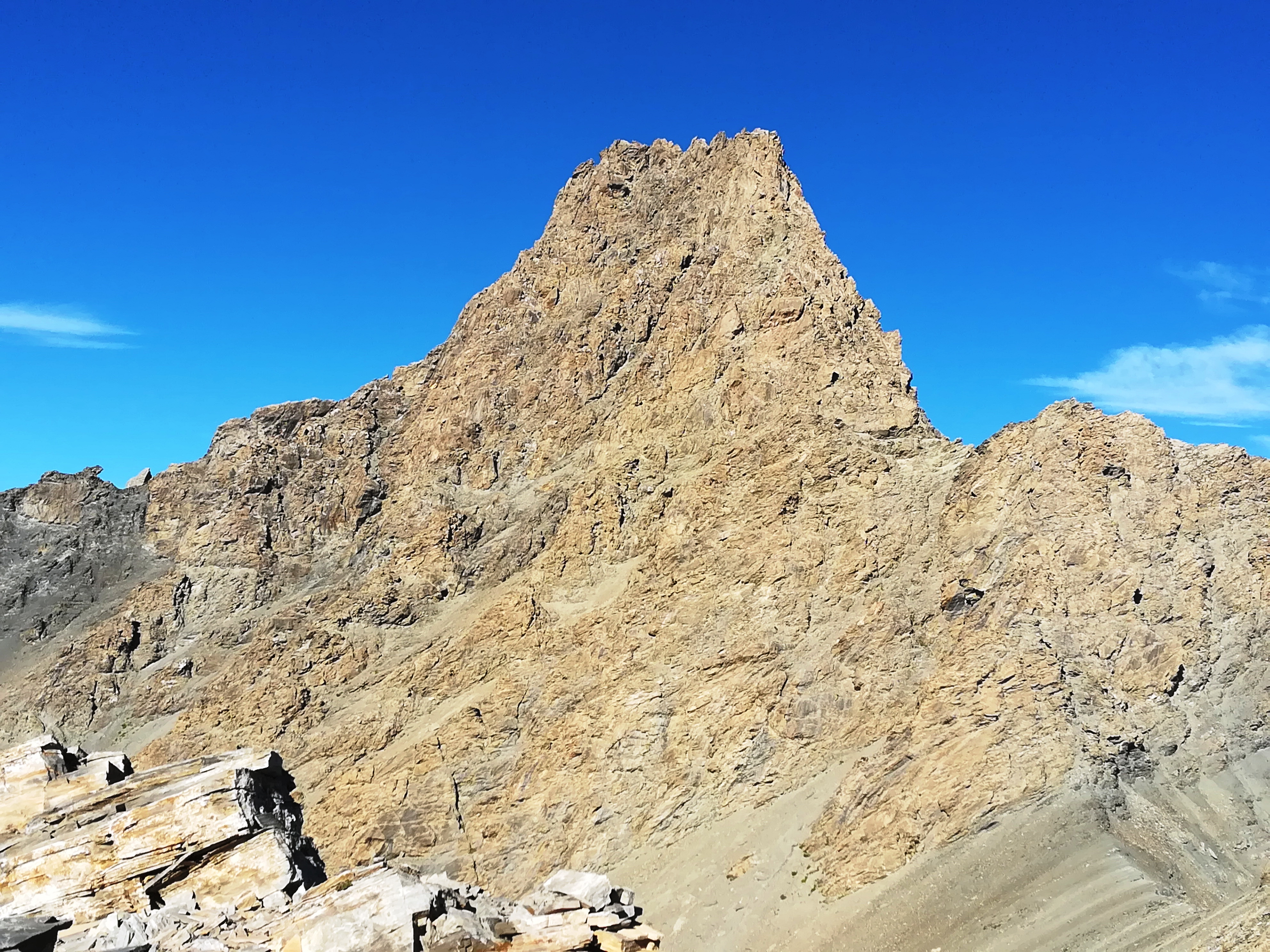
Tête de l'Homme

Secondo la SOIUSA le Alpi del Monviso sono una sottosezione alpina con la seguente classificazione:
- Grande parte = Alpi Occidentali
- Grande settore = Alpi Sud-occidentali
- Sezione = Alpi Cozie
- Sottosezione = Alpi del Monviso
- Codice = I/A-4.I

Secondo la SOIUSA le Alpi del Monviso sono a loro volta suddivise in tre supergruppi, nove gruppi e 22 sottogruppi:
- Gruppo del Chambeyron in senso ampio (A)[3]
  - Gruppo del Chambeyron propriamente detto (A.1)
    - Cresta del Monte Oronaye (A.1.a)
    - Cresta Monte Sautron-Monte Chambeyron (A.1.b)
    - Cresta dell'Aiguille de Chambeyron (A.1.c)

  - Gruppo dell'Oserot (A.2)
    - Sottogruppo dell'Oserot  (A.2.a)
      - Costiera Scaletta-Oserot (A.2.a/a)
      - Costiera Casorso-Rocca di Cairi (A.2.a/b)
      - Costiera Monte Giordano-Becco Nero (A.2.a/c)

    - Sottogruppo della Meja (A.2.b)
      - Nodo della Rocca la Meja (A.2.b/a)
      - Costiera della Bianca (A.2.b/b)
      - Costiera Tempesta-Tibert (A.2.b/c)
      - Costiera Parvo-Viridio (A.2.b/d)
      - Costiera Salè-Nebius (A.2.b/e)

  - Gruppo del Mongioia (A.3)
    - Costiera del Mongioia (A.3.a)
    - Costiera Roc della Niera-Péouvou (A.3.b)

  - Gruppo della Marchisa (A.4)
    - Costiera del Monte Albrage (A.4.a)
    - Costiera Faraut-Sebolet (A.4.b)
    - Costiera della Marchisa (A.4.c)
    - Costiera del Pelvo d'Elva (A.4.d)
- Catena del Parpaillon (B)
  - Massiccio della Font Sancte (B.5)
    - Gruppo Foncte Sancte-Heuvières (B.5.a)
    - Gruppo Houerts-Pneyron (B.5.b)

  - Massiccio Parpaillon-Grand Bérard (B.6)
    - Gruppo del Parpaillon (B.6.a)
    - Gruppo del Grand Bérard (B.6.b)
    - Catena Aupillon-Pouzenc (B.6.c)
- Gruppo del Monviso in senso ampio (C)[4]
  - Gruppo dell'Aiguillette (C.7)
    - Sottogruppo Pan di Zucchero-Grand Queyras (C.7.a)
    - Sottogruppo Pic d'Asti-Monte Aiguillette (C.7.b)

  - Gruppo del Monviso p.d.(C.8)
    - Nodo del Monte Viso (C.8.a)
    - Costiera Lobbie-Rasciassa-Garitta Nuova (C.8.b)

  - Gruppo Granero-Frioland (C.9)
    - Sottogruppo del Monte Granero (C.9.a)
    - Costiera Sea Bianca-Frioland (C.9.b)

Il supergruppo Gruppo del Monviso in senso ampio raccoglie la parte delle Alpi del Monviso a nord della Valle Varaita e del Colle dell'Agnello. Il supergruppo Catena del Parpaillon raccoglie le montagne ad occidente del Col Tronchet tra la Valle dell'Ubaye e la valle del Guil. Infine il supergruppo Gruppo del Chambeyron in senso ampio raccoglie la parte restante delle Alpi del Monviso.

## Vette
Le vette principali delle Alpi del Monviso sono:
- Monviso - 3.841 m
- Viso di Vallanta - 3.752 m
- Aiguille de Chambeyron - 3.412 m
- Brec de Chambeyron - 3.389 m
- Pic de la Font Sancte - 3.385 m
- Punta Caprera - 3.380 m
- Visolotto - 3.348 m
- Cima Mongioia - 3.340 m
- Monte Salza - 3.326 m
- Monte Aiguillette - 3.298 m
- Parrias Coupà - 3.261 m
- Pic de Panestrel - 3.254 m
- Pic des Houerts - 3.235 m
- Pic d'Asti - 3.219 m
- Pic Pelvat - 3.218 m
- Punta Gastaldi - 3.214 m
- Pointe Haute de Mary - 3.212 m
- Buc de Nubiera - 3.211 m
- Pan di Zucchero - 3.208 m
- Tête de l'Homme - 3.202 m
- Cresta della Taillante - 3.197 m
- Rocca Blancia - 3.193 m
- Mortice - 3.180 m
- Roc della Niera o Tete des Toillies - 3.177 m
- Monte Maniglia - 3.177 m
- Monte Granero - 3.170 m
- Punta Dante - 3.166 m
- Monte Sautron - 3.166 m
- Pelvo di Ciabrera - 3.152 m
- Tête de la Frema - 3.142 m
- Cima di Pienasea - 3.117 m
- Monte Oronaye o Tete de Moyse - 3.110 m
- Monte Meidassa - 3.105 m
- Punta Venezia - 3.095 m
- Monte Ferra - 3.094 m
- Punta Tre Chiosis - 3.080 m
- Rocca la Marchisa - 3.072 m
- Punta Roma - 3.070 m
- Meyna - 3.067 m
- Pelvo d'Elva - 3.064 m
- Rocca Bianca - 3.064 m
- Grand Bérard - 3.046 m
- Monte Vallonasso - 3.034 m
- Punta dell'Alp - 3.031 m
- Monte Chersogno - 3.026 m
- Pelvo o Pic de Caramantran - 3.025 m
- Cima Sebolet - 3.023 m
- Punta Udine - 3.022 m
- Rocca Bianca - 3.021 m
- Viso Mozzo - 3.019 m
- Cima delle Lobbie - 3.015 m
- Tête de l'Autaret - 3.015 m
- Punta Malta - 2.995 m
- Grand Parpaillon - 2.990 m
- Rocca Gialeo - 2.983 m
- Punta Trento - 2.970 m
- Monte Baueria - 2.960 m
- Monte Manzol - 2.933 m
- Pointe des Marcelettes - 2.909 m
- Mont Pouzenc - 2.898 m
- Tour Real - 2.877 m
- Monte Oserot - 2.861 m
- Monte Scaletta - 2.840 m
- Rocca la Meja - 2.831 m
- Punta Sea Bianca - 2.721 m
- Punta Tempesta - 2.679 m
- Punta Rasciassa - 2.664 m
- Monte Tibert - 2.647 m
- Rocca Castello - 2.452 m
- Monte Rastcias - 2.404 m
- Croce Provenzale - 2.402 m
- Monte Bersaio - 2.386 m
- Testa di Garitta Nuova - 2.385 m
- Punta Ostanetta - 2.385 m
- Testa di Cervetto - 2.347 m
- Monte Ricordone - 1.764 m
- Monte San Bernardo - 1.625 m
- Monte Bracco - 1.306 m
- Monte Colletto - 1.167 m